# Municipalité de Jáltipan
La municipalité de Jáltipan est l'une des 212 municipalités de l'État de Veracruz, et est située dans la partie sud-est de cet État. Située dans la basse vallée du fleuve Río Coatzacoalcos, elle en occupe la rive occidentale et appartient à l'isthme de Tehuantepec, dont elle occupe la partie nord, près du golfe du Mexique. Son chef-lieu est la ville de Jáltipan de Morelos, qui se situe à l'extrême nord de son territoire. Elle fait également partie de la Région Olmeca, qui est l'une des subdivisions administratives de l'État de Veracruz.

## Géographie
La municipalité de Jáltipan s'étend du nord au sud sur la rive ouest du fleuve Río Coatzacoalcos et comprend également sur son territoire l'un de ses affluents, la rivière Monzapan. Son chef-lieu, Jáltipan de Morelos, est établi dans la partie nord du territoire, à distance du fleuve cependant. La municipalité fait partie de l'isthme de Tehuantepec, qui constitue par la vallée fluviale un couloir de communication entre les océans Atlantique et Pacifique. Son territoire a une superficie de 316,1 km2, une population s'élevant en 2020 à 38 669 habitants, pour une densité de 122,3 habitants par km2.
Elle est limitrophe au nord de la Chinameca, à l'ouest de celles de Soconusco et Texistepec, au sud-est de celle de Hidalgotitlán et à l'est de celles de Minatitlán, Cosoleacaque, Zaragoza et Oteapan.
Elle appartient à la "Zona metropolitana de Minatitlán", regroupant les municipalités de Chinameca, Cosoleacaque, Jáltipan, Minatitlán, Oteapan et Zaragoza, pour une population totale de 329 228 habitants.

## Composition et démographie
La municipalité était composée en 2010 de 127 localités, dont une seule est considérée comme urbaine, les autres étant rurales.
| Localité                  | Population |
| ------------------------- | ---------- |
| Jáltipan de Morelos       | 31 856     |
| Las Lomas de Tacamichapan | 1013       |
| Ahuatepec                 | 523        |
| San Lorenzo               | 493        |
| Ranchoapan                | 463        |
| Reste des localités       | 4321       |
| Total population          | 38 669     |

En plus de l'espagnol, plusieurs langues amérindiennes sont parlées dans la municipalité, dont les principales sont par ordre d'importance : le nahuatl, le zapotèque, le popoluca et le chinantèque.

## Histoire
Son chef-lieu obtient en 1881 le statut de ville, sous le nom de Jáltipan de Morelos.

## Économie

### Agriculture et élevage
La superficie des parcelles semées représentait, en 2019, un total de 6735,5 hectares, parmi lesquels 5260 hectares étaient à la culture du maïs, 461 hectares à celle du sorgo et 434 hectares à celle des oranges.
En 2020, la production de viande par tonnes comprenait 1361,4 tonnes de viande bovine, 173,2 tonnes de viande porcine, 12,8 tonnes de viande ovine, 1084,7 tonnes de volailles et 1 tonne de dinde. La superficie vouée à l'élevage représentait alors 11 253 hectares.